# Stoneblind
Stoneblind war eine Rockband aus Hofheim am Taunus bei Frankfurt am Main, die sich Mitte 2004 auflöste.

## Bandgeschichte
Im Dezember 1999 hatten André Karsten und Daniel Schleith bei einer gemeinsamen Jam-Session die Idee, eine neue Band mit dem Namen „Salt Lake Divers“ zu gründen. Bis zum April 2000 wurden gemeinsam mit Marcus Schwalbach vier Titel geschrieben. Mit diesem Material gingen die Musiker auf Suche nach einem geeigneten Sänger. Dieser fand sich mit Emilio Mendez. Im selben Monat begannen die Aufnahmen für die EP Fan Only. Die Band entschied sich während der Aufnahmen den Bandnamen in „Stoneblind“ zu ändern.
Mit dem Titel Memorybox der EP Fan Only hielt sich die Band im Jahr 2000 einige Wochen lang in den Top 10 der Musikcharts des Musikonlineportals besonic.com. Im November 2000 verließ Bassist Marcus Schwalbach die Band. Er wurde durch Jens Zulauf (Nanda Zip) ersetzt. Da Zulauf die Band nur temporär unterstützen wollte, suchte sie weiterhin nach einem neuen Bassisten.
Im Januar 2001 erschien der Titel Memorybox auf der Beilagen-CD des deutschen NETSPOTTING-Magazins (Auflage 120.000). Im Februar 2001 auf der CD des englischen MP3-Magazine (Auflage 130.000). Im selben Monat gewann die Band einen Song-Contest von Motor Music. Der Song Fly with Me wurde daraufhin Titel des Soundtracks zum deutschen Kinofilm Der Krieger und die Kaiserin. Im April 2001 verpasste die Band in der Endrunde eines Band-Contests der Firma Grundy UFA knapp einen Auftritt in der Seifenoper Verbotene Liebe.
Im November 2001 stieß Bassist Thorsten Schäfer zu Stoneblind und Jens Zulauf verließ die Band wieder. Im selben Monat begannen die Aufnahmen für ein neues Album, welches im Juli 2002 fertiggestellt wurde. Produziert wurde Memorybox von Daniel Schleith und André Karsten in Zusammenarbeit mit Dirk Buro (db-tonstudio), welcher sich auch für das Mixing und Mastering verantwortlich zeigte. Das Album mit dem Namen Memorybox beinhaltet 14 Titel und war als Digipak ab November 2002 erhältlich. Vertrieben wurde die CD durch den INDIGO-Vertrieb. Im selben Jahr begann die Band die Zusammenarbeit mit dem Konzertbüro von Extratours, welches fortan für die Auftritte der Band zuständig war.
Ende 2003 trat der Student Michele Busiello des SAE Institute in Frankfurt am Main mit der Idee an die Band heran, im Rahmen seiner Studien-Abschlussarbeit ein Musikvideo zu produzieren. Die Bandmitglieder und Busiello wählten hierfür den neugeschriebenen Titel Far from Heaven aus.
Das letzte Konzert der Band fand am 26. März 2004 in Hofheim/Taunus statt. Bis dahin hatte die Band über 100 Konzerte bestritten. Im Mai 2004 verkündete die Band ihre Auflösung.

## Diskografie

### Alben
- 2002: Memorybox (14-Track-CD, offizielles Debütalbum, INDIGO/stonebox)

### EPs
- 2000: Fan Only (7-Track-EP, stonebox/stonebox)

### Soundtrack-Beiträge
- 2001: Fly with Me (auf Der Krieger und die Kaiserin)

## Auszeichnungen
- 2001: „check your act“-Band des Monats Juni 2001 der Musikzeitung musicoutlook
- 2001: Zweiter Platz beim Landesfinale Hessen des Emergenza-Festivals in der Batschkapp, Frankfurt am Main
- 2002: Zweiter Platz beim Hessischen Rock-Preis